# Конфленті
Конфленті (італ. Conflenti, сиц. I Cujjienti) — муніципалітет в Італії, у регіоні Калабрія,  провінція Катандзаро.
Конфленті розташоване на відстані близько 450 км на південний схід від Рима, 33 км на північний захід від Катандзаро.
Населення — 1391 особа (2014).
Щорічний фестиваль відбувається 7 лютого. Покровитель — святий Миколай.

## Демографія
Населення за роками:

Станом на 1 січня 2023 року в муніципалітеті офіційно проживало 46 іноземців з 11 країн, серед них 14 громадян країн Євросоюзу та 1 громадянин України.

## Сусідні муніципалітети
- Деколлатура
- Ламеція-Терме
- Мартірано
- Мартірано-Ломбардо
- Мотта-Санта-Лучія
- Платанія